# 航空機の一覧 (E-H)
この一覧は、製造者別に分けた航空機の一覧のうち頭文字がEからHのものを集めた一覧である。

## E

### EAA
- EAA Acro Sport
- EAA Biplane
- EAA Nesmith Cougar
- EAA Pober Pixie

### EADS
- マコ
- フェニックス

### EADS 3 Sigma
- 3 Sigma Nearchos

### Eagle Aircraft Pty Ltd
- Eagle Aircraft 150B

### イーグル・ヘリコプター
- イーグル・ヘリコプター イーグル II
- イーグル・ヘリコプター イーグル III

### EAY
- EAY-101
- EAY-201

### エクストラ
- エクストラ 200
- エクストラ 230
- エクストラ 300
- エクストラ 400
- エクストラ 500

### エバーハート
- エバーハート FG
- エバーハート F2G

### エクリプス
- エクリプス 500

### Ector Aircraft
- Ector Mountaineer
- Ector Super Mountaineer

### エドガー・パーシバル航空
- エドガー・パーシバル E.P.9

### エジレイ
- エジレイ オプティカ

### Edoエアクラト
- Edo OSE-1

### EFW
- EFW C-3600

### ユーロ・ヘリコプター・インダストリー
- ユーロ・ヘリコプター・インダストリー EH 101

### スイス連邦製造工廠
- EKW C-35
- EKW C-3600

### エルビット・システムズ
- ヘルメス 90
- ヘルメス 450
- ヘルメス 900
- ヘルメス 1500

### Elitar
- Elitar-Sigma
- Elitar-202

### エレハマー
- Ellehammer monoplane
- エレハマー半複葉機
- Ellehammer triplane
- Ellehammer helicopter

### Elliots of Newbury
- Elliotts Newbury Eon
- Elliotts Baby Eon
- Elliotts Olympia Eon
- Elliotts Primary Eon

### Emair
- Emair MA-1 Paymaster
- Emair MA-1B Diablo 1200

### エンブラエル
- エンブラエル EMB 110 Bandeirante
- エンブラエル EMB120 Brasilia
- エンブラエル EMB121 Xingu
- エンブラエル EMB202 Ipanema
- Embraer/FMA CBA 123 Vector
- エンブラエル ERJ 135
- エンブラエル ERJ 140
- エンブラエル ERJ 145
- エンブラエル 170
- エンブラエル 175
- エンブラエル 190
- エンブラエル 195
- エンブラエル EMB 326GB Xavante
- エンブラエル EMB-312 ツカノ
- エンブラエル EMB-314 スーパーツカノ
- AMX International AMX
- Embraer R-99A
- Embraer R-99B
- Embraer P-99
- エンブラエル Lineage 1000
- エンブラエル レガシー 450
- エンブラエル レガシー 500
- エンブラエル レガシー600
- エンブラエル フェノム 100
- エンブラエル フェノム 300
- エンブラエル EMB 202 Ipanema
- エンブラエル EMB 110 スウース・グース
- エンブラエル EMB 120 ブラジリア
- エンブラエル EMB 121 Xingu
- エンブラエル ERJ 135
- エンブラエル ERJ 145
- エンブラエル R-99
- エンブラエル C-390

### ENAER
- ENAER パンテーラ
- T-35 ピラン
- Enaer Eaglet

### イングリッシュ・エレクトリック
- イングリッシュ・エレクトリック エア
- イングリッシュ・エレクトリック キャンベラ
- イングリッシュ・エレクトリック キングストン
- イングリッシュ・エレクトリック ライトニング
- イングリッシュ・エレクトリック P1A
- イングリッシュ・エレクトリック レン

### エンストーム
- エンストーム F-28
- エンストーム F-280
- エンストーム F-480

### ERCO
- ERCO Ercoupe

### エスノー＝ペルトリ
- REP.1
- REP.2
- REP.A
- REP.B
- REP.C
- REP.D
- REP.K

### Etrich
- Etrich Taube

### オイラー
- Euler D.I

### ユーロコプター
- ユーロコプター BO 105
- ユーロコプター AS332 シュペルピューマ
- ユーロコプター AS350 エキュレイユ
- ユーロコプター AS355 エキュレイユ2
- ユーロコプター AS365 ドーファン
- ユーロコプター AS550 フェニック
- ユーロコプター AS555 フェニック2
- ユーロコプター AS565 パンテル
- ユーロコプター AS 532 クーガー
- ユーロコプター EC 120 コリブリ
- ユーロコプター EC 130 エキュルイユ
- ユーロコプター EC 135
- ユーロコプター EC 145
- ユーロコプター EC 155
- ユーロコプター EC 175
- ユーロコプター EC 225 シュペルピューママークII+
- ユーロコプター EC 665 ティーガー
- ユーロコプター EC 725 カラカル
- ユーロコプター HH-65 ドルフィン
- ユーロコプター UH-72 ラコタ
- 川崎/ユーロコプター BK 117

### ユーロファイター
- ユーロファイター タイフーン

### Europa
- Europa Classic
- Europa XS

### Evangel Aircraft Corporation
- Evangel 4500

### Evans Aircraft
- VP-1
- VP-2

### EWR
- EWR VJ 101

## F

### Fabrica de Avioanes
SETを参照

### アルゼンチン軍用機製造工廠
- DINFIA IA 35 ワッケーロ
- DINFIA IA 38 ナランヘロ
- FMA IA 50 グアラニ II
- FMA IA 58 プカラ
- FMA IA 63 パンパ
- FMA I.Ae. 24 カルクィン
- FMA I.Ae. 27 プルキー I
- FMA I.Ae. 30 ナンク
- FMA I.Ae. 33 プルキー II
- FMA I.Ae. 36 コンドル
- FMA I.Ae. 37
- FMA I.Ae. 38

### フェアチャイルド
- フェアチャイルド (Swearingen) マーリン
- フェアチャイルド 22
- フェアチャイルド 24
- フェアチャイルド 51
- フェアチャイルド 71
- フェアチャイルド 91
- フェアチャイルド 228
- フェアチャイルド 328
- フェアチャイルド 328JET
- フェアチャイルド 428JET
- フェアチャイルド 728
- フェアチャイルド AC-119 シャドウ/スティンガー
- フェアチャイルド AC-123 プロバイダー
- フェアチャイルド アーガス
- フェアチャイルドAT-21 ガンナー
- フェアチャイルド C-8
- フェアチャイルドC-24 Yic（英語版）
- フェアチャイルドC-26 Metroliner
- フェアチャイルドC-61 Forwarder
- フェアチャイルドC-82 パケット
- フェアチャイルドC-86 Forwarder
- フェアチャイルド C-88
- フェアチャイルド C-96
- フェアチャイルドC-119 フライング・ボックスカー
- フェアチャイルド C-120 Packplane
- フェアチャイルド C-122
- フェアチャイルドC-123 プロバイダー
- フェアチャイルドC-128
- フェアチャイルド C-138
- フェアチャイルドCC-119 フライング・ボックスカー
- フェアチャイルド＝ヒラー FH-227
- フェアチャイルド メトロ
- フェアチャイルド FC-2L Razorback
- フェアチャイルド KR-21
- フェアチャイルド KR-31
- フェアチャイルド KR-34
- フェアチャイルド KR-125
- フェアチャイルド KR-135
- フェアチャイルド PT-19, PT-23, PT-26, コーネル I, II, III
- フェアチャイルド スーパー 71
- フェアチャイルド・ドルニエ 728
- フェアチャイルド・リパブリックA-10 サンダーボルト II
- フェアチャイルド・リパブリック T-46

### フェアリー
- フェアリー II
- フェアリー III（英語版）
- フェアリー アルバコア
- フェアリー バラクーダ
- フェアリー バトル
- フェアリー カンパニア（英語版）
- フェアリー F.2（英語版）
- Fairey Firefly I (biplane)
- Fairey Firefly II (biplane)
- フェアリー ファントーム
- Fairey Fawn
- フェアリー デルタ1
- フェアリー デルタ2
- フェアリー フェロス
- フェアリー フェレット
- フェアリー ファイアフライ
- フェアリー フライキャッチャー（英語版）
- フェアリー フォックス
- フェアリー フルマー
- フェアリー ガネット
- フェアリー ゴードン（英語版）
- フェアリー ヘンドン
- フェアリー ジェット・ジャイロダイン
- Fairey Kangourou
- フェアリー長距離単葉機
- Fairey Pintail
- Fairey Rotodyne
- フェアリー シーフォックス
- フェアリー シール（英語版）
- フェアリー スピアフィッシュ
- フェアリー ソードフィッシュ
- Fairey Ultra-light Helicopter

### Fairtravel
- Fairtravel Linnet

### Fajr Aviation & Composites Industry
- Fajr F.3

### Falconar
- Falconar AMF-S14
- Falconar Teal

### Fanaero-Chile
- Fanaero-Chile Chincol

### ファルマン
- ファルマン III
- ファルマン MF.7 （愛称は「ロングホーン」、日本では「丁髷」）
- ファルマン MF.11 ショートホーン
- ファルマン F.40
- ファルマン F.50
- ファルマン F.50　フライグ・ボート
- ファルマン F.51
- ファルマン F.60 Torp
- ファルマン F.60 ゴリアト
- ファルマン F.70
- ファルマン F.73
- ファルマン F.121 Jabiru
- ファルマン F.166
- ファルマン F.167
- ファルマン F.168
- ファルマン F.170 Jabiru
- ファルマン F.222
- ファルマン F.223
- ファルマン F.271
- ファルマン F 402
- ファルマン NC.470
- ファルマン NC.471
- ファルマン NC 223

### Fauvel
- Fauvel AV.1
- Fauvel AV.2
- Fauvel AV.3
- Fauvel AV.7
- Fauvel AV.10
- Fauvel AV.14
- Fauvel AV.17
- Fauvel AV.22, 221 and 222
- Fauvel AV.28
- Fauvel AV.29
- Fauvel AV.31
- Fauvel AV.36 and 361
- Fauvel AV.42
- Fauvel AV.44
- Fauvel AV.45 and 451
- Fauvel AV.46
- Fauvel AV.48
- Fauvel AV.60
- Fauvel AV.61

### FBA
- FBA Type A
- FBA Type B
- FBA Type C
- FBA Type H
- FBA Type S
- FBA 10
- FBA 11
- FBA 13
- FBA 14
- FBA 16
- FBA 17
- FBA 19
- FBA 21
- FBA 23
- FBA 270
- FBA 290
- FBA 310

### フェリックストウ
- Felixstowe Porte Baby
- Felixstowe F.2
- Felixstowe F.3
- フェリックストウ F.5
- Felixstowe Fury

### Ferber
- Ferber I
- Ferber II
- Ferber III
- Ferber IV
- Ferber V
- Ferber VI
- Ferber VII
- Ferber VIII
- Ferber IX

### FFA
- FFA AS-202 Bravo
- FFA D-3800
- FFA N.20 Aiguillon
- FFA Arbalete
- FFA P-16

### フィアット
- フィアット APR.2
- フィアット AS.1
- フィアット AS.120
- フィアット BR
- フィアット BR.20 チコーニャ
- フィアット BRG
- フィアット C.29
- フィアット CR.1
- フィアット CR.20
- フィアット CR.25
- フィアット CR.30
- フィアット CR.32
- フィアット CR.42
- フィアット G.2
- フィアット G.8
- フィアット G.12
- フィアット G.18
- フィアット G.46
- フィアット G.49
- フィアット G.50 Freccia
- フィアット G.55 チェンタウロ
- フィアット G.56
- フィアット G.80
- フィアット G.91
- フィアット G.212
- フィアット G.222
- フィアット R.2
- フィアット RS.14
- フィアット 7002  ヘリコプター

### フィーゼラー
- フィーゼラー F 3
- フィーゼラー Fi 2
- フィーゼラー Fi 5
- フィーゼラー Fi 97
- フィーゼラー Fi 98
- フィーゼラー Fi 103
- フィーゼラー Fi 156 シュトルヒ
- フィーゼラー Fi 167

### Fike
- Fike Model A
- Fike Model B
- Fike Model C
- Fike Model D
- Fike Model E
- Fike Model F

### Firestone Aircraft Company
- Firestone 45

### フィッシャー・ボディ
- フィッシャー P-75イーグル

### Flanders
- Flanders B.2
- Flanders F.1
- Flanders F.2
- Flanders F.3
- Flanders F.4

### フリート・エアクラフト
- Fleet Model 1
- Fleet Canuck
- Fleet Fawn
- フリート フィンチ
- フリート フォート
- Fleet Freighter

### フリートウィングス
- フリートウィングス BT-12
- フリートウィングス 33
- フリートウィングス シーバード

### フレッチャー航空機
- フレッチャー FBT-2
- フレッチャー FL-23
- フレッチャー FU-24
- フレッチャー FD-25

### フレットナー
- フレットナー Fl 184
- フレットナー Fl 185
- フレットナー Fl 265
- フレットナー Fl 282 コリブリ
- フレットナー Fl 339

### FLS Aerospace
- FLS Sprint

### フォッケ・アハゲリス
- フォッケ・アハゲリス Fa 223 ドラッヘ
- Focke Achgelis Fa 266 Hornisse
- フォッケ・アハゲリス Fa 330 バッハシュテルツェ
- Focke Achgelis Fa 336

### フォッケウルフ
- Focke-Wulf S 1 Two-seat high-wing trainer aircraft
- Focke-Wulf S 2 Two-seat parasol-wing trainer aircraft
- Focke-Wulf W 4 Two-seat trainer/reconnaissance floatplane
- Focke-Wulf A 7 Storch
- Focke-Wulf W 7
- フォッケウルフ A.16
- フォッケウルフ A.17
- Focke-Wulf GL 18
- フォッケウルフ F19エンテ
- フォッケウルフ A.20
- Focke-Wulf A 21
- Focke-Wulf GL 22
- Focke-Wulf K 23 Buchfink
- Focke-Wulf S 24
- Focke-Wulf A 26
- Focke-Wulf A 29 Mõwe
- Focke-Wulf A 32
- Focke-Wulf A 33
- Focke-Wulf A 38
- フォッケウルフ Fw 42
- Focke-Wulf A 43
- フォッケウルフ Fw 44 Stieglitz
- Focke-Wulf A 47 Two-seat parasol-wing reconnaissance aircraft
- フォッケウルフ Fw 55 Modified Albatros L 102 two-seat trainer aircraft
- フォッケウルフ Fw 56 Stösser
- フォッケウルフ Fw 57
- フォッケウルフ Fw 58 Weihe
- フォッケウルフ Fw 61 Helicopter
- フォッケウルフ Fw 62
- フォッケウルフ Ta 152
- フォッケウルフ Ta 154
- フォッケウルフ Fw 159
- フォッケウルフ Ta 183 Jet interceptor fighter
- フォッケウルフ Fw 186 Autogyro reconnaissance aircraft
- フォッケウルフ Fw 187 Falke*
- フォッケウルフ Fw 189 Uhu
- フォッケウルフ Fw 190 Würger
- フォッケウルフ Fw 191
- フォッケウルフ Fw 200 コンドル
- フォッケウルフ Ta 283
- フォッケウルフ Fw 300
- フォッケウルフ Ta 400
- Focke-Wulf Project I
- Focke-Wulf Project III
- Focke-Wulf Project IV
- Focke-Wulf Project VII
- Focke-Wulf Project VII
- フォッケウルフ トリープフリューゲル

### フォッカー
- フォッカー 50
- フォッカー 70
- フォッカー 100
- フォッカー A.I
- フォッカー A.II
- フォッカー A.III
- フォッカー XA-7
- フォッカー B.I (1915) 偵察用複葉機(Austro-Hungarian military designation)
- フォッカー B.I (1922) (フォッカー自身がデザインした飛行艇)
- フォッカー B.II (1916) 偵察用複葉機(Austro-Hungarian military designation)
- フォッカー B.II (1923) (フォッカー自身がデザインした飛行艇)
- Fokker B.IIII
- Fokker B.IV
- フォッカー B.V
- フォッカー XB-8
- フォッカー C.I
- フォッカー C.II
- フォッカー C.III
- フォッカー C.IV
- フォッカー C.V
- フォッカー C.VI
- フォッカー C.VII
- フォッカー C.VIII
- フォッカー C.IX
- フォッカー C.X
- フォッカー C.XI
- フォッカー C.XIV
- フォッカー C.XV
- フォッカー D.I
- フォッカー D.II
- フォッカー D.III
- フォッカー D.IV
- フォッカー D.V
- フォッカー D.VI
- フォッカー D.VII
- フォッカー D.VIII
- フォッカー D.IX
- フォッカー D.X
- フォッカー D.XI
- フォッカー D.XII
- フォッカー D.XIII
- フォッカー D.XIV
- フォッカー D.XVI
- フォッカー D.XVII
- フォッカー D.XXI
- フォッカー D.XXIII
- フォッカー D.24
- フォッカー DC.I
- フォッカー Dr.I
- フォッカー E.I
- フォッカー E.II
- フォッカー E.III
- フォッカー E.IV
- フォッカー F.I (1917) (ドイツ空軍がデザインした三葉機)
- フォッカー F.I (1919) （フォッカー自身がデザインした旅客機）
- フォッカー F.II
- フォッカー F.III
- フォッカー F.IV
- フォッカー F.V
- フォッカー F.VI
- フォッカー F.VII
- フォッカー F.VIII
- フォッカー F.IX
- フォッカー F.X
- フォッカー F.XI
- フォッカー F.XII
- フォッカー F.XIII
- フォッカー F.XIV
- フォッカー F.XV
- フォッカー F.XVI
- フォッカー F.XVII
- フォッカー F.XVIII
- フォッカー F.XIX
- フォッカー F.XX
- フォッカー F.XXI
- フォッカー F.XXII
- フォッカー F.XXIII
- フォッカー F.XXIV
- フォッカー F.XXXVI
- フォッカー F.XXXVII
- フォッカー F.7
- フォッカー F.9
- フォッカー F.10
- フォッカー F.11
- フォッカー F.14
- フォッカー AF.15
- フォッカー F.18
- フォッカー F.32
- フォッカー F.25
- フォッカー F26
- フォッカー F27
- フォッカー F28
- フォッカー F.29
- フォッカー F.56
- フォッカー FG.I
- フォッカー FG.II
- フォッカー G.I
- フォッカー K.I
- フォッカー M.1
- フォッカー M.2
- フォッカー M.3
- フォッカー M.4
- フォッカー M.5
- フォッカー M.6
- フォッカー M.7
- フォッカー M.8
- フォッカー M.9
- フォッカー M.10
- フォッカー M.14
- フォッカー M.15
- フォッカー M.16
- フォッカー M.17
- フォッカー M.18
- フォッカー M.19
- フォッカー M.21
- フォッカー M.22
- フォッカー S.I
- フォッカー S.II
- フォッカー S.III
- フォッカー S.IV
- フォッカー S.IX
- フォッカー S.11
- フォッカー S-13
- フォッカー S.14
- フォッカー スピン
- フォッカー T.II
- フォッカー T.III
- フォッカー T.IV
- フォッカー T.V
- フォッカー T.VIII
- フォッカー T.IX
- フォッカー ユニバーサル
- フォッカー スーパー・ユニバーサル
- フォッカー V.1
- フォッカー V.2
- フォッカー V.3
- フォッカー V.4
- フォッカー V.5
- フォッカー V.6
- フォッカー V.7
- フォッカー V.8
- フォッカー V.9
- フォッカー V.10
- フォッカー V.11
- フォッカー V.12
- フォッカー V.13
- フォッカー V.14
- フォッカー V.16
- フォッカー V.17
- フォッカー V.18
- フォッカー V.20
- フォッカー V.21
- フォッカー V.22
- フォッカー V.23
- フォッカー V.24
- フォッカー V.25
- フォッカー V.26
- フォッカー V.27
- フォッカー V.28
- フォッカー V.29
- フォッカー V.30
- フォッカー V.31
- フォッカー V.33
- フォッカー V.34
- フォッカー V.35
- フォッカー V.36
- フォッカー V.37
- フォッカー V.38
- フォッカー V.39
- フォッカー V.40
- フォッカー V.41
- フォッカー V.43
- フォッカー V.44
- フォッカー V.45
- Fokker-VAK 191
- Fokker-VFW 614

### フォーランド
- Folland 43/47
- Folland Fo.139 Midge
- フォーランド ナット

### フォード・モーター
- C-3
- C-4
- C-9
- フォード トライモータ

### Forney
- Forney Aircoupe

### Foster Wikner Aircraft
- Foster Wikner Warferry
- Foster Wikner Wicko

### フーガ
- フーガ マジステール

### Found Aircraft Canada
- Found Air FBA-2C Bush Hawk

### Frakes Aviation
- Frakes Mohawk

### フラテッリ・ナルディ
- ナルディ FN.305
- ナルディ FN.310
- ナルディ FN.315
- ナルディ FN.316
- ナルディ FN.333 リヴィエラ

### Frederick-Ames
- Frederick-Ames EOS/SFA

### Freedom Aviation
- Freedom Aviation Phoenix

### フリードリヒスハーフェン
- フリードリヒスハーフェン C.I
- フリードリヒスハーフェン D.I
- Friedrichshafen D.II
- Friedrichshafen FF.1
- Friedrichshafen FF.2
- Friedrichshafen FF.4
- Friedrichshafen FF.7
- Friedrichshafen FF.8
- Friedrichshafen FF.11
- Friedrichshafen FF.17
- Friedrichshafen FF.19
- Friedrichshafen FF.21
- フリードリヒスハーフェン FF.29
- Friedrichshafen FF.30
- Friedrichshafen FF.31
- Friedrichshafen FF.33
- Friedrichshafen FF.34
- Friedrichshafen FF.35
- Friedrichshafen FF.37
- Friedrichshafen FF.39
- Friedrichshafen FF.40
- Friedrichshafen FF.41
- Friedrichshafen FF.43
- Friedrichshafen FF.44
- Friedrichshafen FF.45
- Friedrichshafen FF.46
- Friedrichshafen FF.48
- Friedrichshafen FF.49
- Friedrichshafen FF.53
- Friedrichshafen FF.54
- Friedrichshafen FF.59
- Friedrichshafen FF.60
- Friedrichshafen FF.61
- Friedrichshafen FF.62
- Friedrichshafen FF.63
- Friedrichshafen FF.64
- Friedrichshafen FF.66
- Friedrichshafen FF.67
- Friedrichshafen FF.71
- Friedrichshafen G.I
- Friedrichshafen G.II
- フリードリヒスハーフェン G.III
- Friedrichshafen G.IV
- Friedrichshafen G.V
- Friedrichshafen N.I

### 富士重工業
- FA-200
- KM-2
- LM-1
- T-1 愛称は初鷹（はつたか）。
- T-3
- T-5
- T-7

## G

### GAF
- GAF ジンディビック
- GAF ノーマッド
- GAF Pika

### Ganzavia
- Ganzavia Dino

### Garland-Bianchi
- Garland-Bianchi Linnet

### Gatard
- Gatard Statoplan Alouette
- Gatard Statoplan Poussin
- Gatard Statoplan Hirondelle
- Gatard Statoplan Pigeon
- Gatard Statoplan Mésange

### Gates
- C-21 リアジェット
- リアジェット60

### Genair
- Genair Aeriel II

### Genairco
- Genairco Biplane

### General Aircraft Corporation
- General Skyfarer

### ジェネラル・エアクラフト
- General Aircraft Monospar ST-4
- General Aircraft Monospar ST-6
- General Aircraft Monospar ST-10
- General Aircraft Monospar ST-11
- General Aircraft Monospar ST-12
- General Aircraft Monospar ST-18 Croydon
- General Aircraft Monospar ST-25 Jubilee
- General Aircraft Monospar ST-25 Universal
- General Aircraft GAL.26
- General Aircraft GAL.33 Cagnet
- ゼネラル・エアクラフト GAL.38 フリートシャドワー
- General Aircraft GAL.41
- General Aircraft GAL.42 Cygnet II
- General Aircraft GAL.45 Owlet
- General Aircraft GAL.47
- ジェネラル・エアクラフト GAL.48 ホットスパー
- ジェネラル・エアクラフト GAL.49 ハミルカー
- General Aircraft GAL.55
- General Aircraft GAL.56
- General Aircraft GAL.58 Hamilcar X
- ジェネラル・エアクラフト GAL.60 ユニバーサル・フレイター

### ジェネラル・アトミックス
- ジェネラル・アトミックス GNAT 750
- ジェネラル・アトミックス MQ-9 リーパー
- ジェネラル・アトミックス RQ-1 プレデター

### General Avia
- General Avia Picchio
- General Avia Delfino
- General Avia Pegaso
- General Avia Jet Condor
- General Avia Pinguino
- General Avia Airtruck
- General Avia Canguro
- General Avia Sparviero

### ジェネラル・ダイナミクス
- F-16 愛称はファイティング・ファルコン
- F-111 愛称はアードバーク(ただし公式な愛称はない)

### ゼネラルモーターズ
- FM Wildcat
- F2M Wildcat
- F3M Bearcat
- P-75A Eagle
- TBM Avenger

### Georges Levy
- Georges Levy G.L. 40

### Gippsland Aeronautics
- Gippsland GA8 Airvan
- Gippsland GA200 Fatman

### Glaser-Dirks
See DG Flugzeugbau GmbH

### グラスフリューゲル
- グラスフリューゲル H-30 GFK（英語版）
- Glasflügel H-301 Libelle
- Björn Stender BS-1
- グラスフリューゲル H-201 スタンダード・リベレ（英語版）(Glasflügel H-201 Standard-Libelle)
- Glasflügel 401 Kestrel (129)
- Glasflügel 604 Kestrel 22
- グラスフリューゲル 202 スタンダード・リベレ
- グラスフリューゲル スタンダード・リベレ
- グラスフリューゲル 204 スタンダード・リベレ
- グラスフリューゲル 205 クラブ・リベレ（英語版）(Glasflügel 205 Club-Libelle)
- グラスフリューゲル 206 ホーネット（英語版）
- グラスフリューゲル ホーネット C（英語版）
- グラスフリューゲル 303 モスキート（英語版）
- グラスフリューゲル 304（英語版）
- グラスフリューゲル 402（英語版）
- Hansjörg Streifeneder Falcon

### グローブ・エアクラフト
- Globe Swift

### グロスター
- グロスター II
- グロスター III
- グロスター IV
- グロスター VI
- グロスター AS.31
- グロスター E.1/44
- グロスター E.28/39
- グロスター F.5/34
- グロスター F.9/37
- Gloster Gambet
- Gloster Gannet
- Gloster Gamecock
- Gloster Gauntlet
- グロスター グラディエーター
- Gloster Gnatsnapper
- Gloster Goldfinch
- Gloster Goral
- Gloster Gorcock
- Gloster Goring
- グロスター グリーブ
- Gloster Grouse
- Gloster Guan
- グロスター ジャベリン
- グロスター マーズ
- グロスター ミーティア
- Gloster Nightjar
- グロスター シーグラディエーター
- グロスター スパローホーク
- グロスター TC.33
- グロスター TSR.38

### グロウィンスキ
- グロウィンスキ単葉機

### グッドイヤー
- FG Corsair
- F2G
- Goodyear Inflatoplane
- Goodyear Type AD
- Goodyear Type TZ
- Goodyear GZ-19
- Goodyear GZ-20
- Goodyear GZ-22

### Göppingen
- Göppingen Gö 1
- Göppingen Gö 3
- Göppingen Gö 9

### ゴータ
- ゴータ G.I
- ゴータ G.II
- ゴータ G.III
- ゴータ G.IV
- ゴータ G.V
- ゴータ G.VI
- ゴータ G.VII
- ゴータ G.VIII
- ゴータ G.IX
- ゴータ G.X
- Go 145
- Go 146
- Go 147
- Go 149
- Go 150
- Go 229
- Go 241
- Go 242
- Go 244
- Go 345
- ゴータ Ka 430
- ゴータ LD.1
- ゴータ LD.2
- ゴータ LD.3
- ゴータ LD.4
- ゴータ LD.5
- ゴータ LD.6
- ゴータ LD.7
- ゴータ LE.1
- ゴータ LE.2
- ゴータ LE.3
- ゴータ WD.1
- ゴータ WD.2
- ゴータ WD.3
- ゴータ WD.4
- ゴータ WD.5
- ゴータ WD.7
- ゴータ WD.8
- ゴータ WD.9
- ゴータ WD.11
- ゴータ WD.12
- ゴータ WD.13
- ゴータ WD.14
- ゴータ WD.15
- ゴータ WD.20
- ゴータ WD.22
- ゴータ WD.27

### グーピー
- グーピー No.1
- グーピー No.2
- グーピー No.3
- グーピー Type A
- グーピー Type B
- Goupy Type Militaire
- Goupy Hydroaeroplane

### Gourdou-Leseurre
- Gourdou-Leseurre GL.a
- Gourdou-Leseurre GL.21
- Gourdou-Leseurre GL.22
- Gourdou-Leseurre GL.23
- Gourdou-Leseurre GL B6
- Gourdou-Leseurre GL B7
- Gourdou-Leseurre GL.30
- Gourdou-Leseurre GL.31
- Gourdou-Leseurre LGL.32
- Gourdou-Leseurre GL-33
- Gourdou-Leseurre GL-341
- Gourdou-Leseurre GL-351
- Gourdou-Leseurre GL-40
- Gourdou-Leseurre GL-430
- Gourdou-Leseurre GL-432
- Gourdou-Leseurre GL-450
- Gourdou-Leseurre GL-482
- Gourdou-Leseurre GL-50
- Gourdou-Leseurre GL-51
- Gourdou-Leseurre GL-521
- Gourdou-Leseurre GL-633
- Gourdou-Leseurre GL-810 HY
- Gourdou-Leseurre GL-811 HY
- Gourdou-Leseurre GL-812 HY
- Gourdou-Leseurre GL-813 HY
- Gourdou-Leseurre GL-820 HY
- Gourdou-Leseurre GL-821 HY
- Gourdou-Leseurre GL-821 HY 02
- Gourdou-Leseurre GL-831 HY
- Gourdou-Leseurre GL-832 HY

### Grahame-White
- Grahame-White Type XV
- Grahame-White G.W.19

### グランヴィル兄弟航空
- ジービー モデルA
- ジービー モデルB スポーツスター
- ジービー モデルC スポーツスター
- ジービー モデルD スポーツスター
- ジービー モデルE スポーツスター
- ジービー モデルF スポーツスター
- ジービー モデルR スーパー・スポーツスター
- ジービー モデルX スポーツスター
- ジービー モデルY シニア・スポーツスター
- ジービー モデルZ スーパー・スポーツスター

### Grays Harbor Airways
- Grays Harbor Activian

### グレートレイクス
- グレートレイクス BG
- グレートレイクス B2G
- グレートレイクス TG
- グレートレイクス XSG
- グレートレイクス スポート・トレイナー

### グリゴローヴィチ
- グリゴローヴィチ M-1
- グリゴローヴィチ M-2
- グリゴローヴィチ M-3
- グリゴローヴィチ M-4
- グリゴローヴィチ M-5
- グリゴローヴィチ M-6
- グリゴローヴィチ M-7
- グリゴローヴィチ M-8
- グリゴローヴィチ M-9
- グリゴローヴィチ M-10
- グリゴローヴィチ M-11
- グリゴローヴィチ M-12
- グリゴローヴィチ M-13
- グリゴローヴィチ M-14
- グリゴローヴィチ M-15
- グリゴローヴィチ M-16
- グリゴローヴィチ M-17
- グリゴローヴィチ M-18
- グリゴローヴィチ M-19
- グリゴローヴィチ M-20
- グリゴローヴィチ M-21
- グリゴローヴィチ M-22
- グリゴローヴィチ M-23
- グリゴローヴィチ M-24
- グリゴローヴィチ ROM-1
- グリゴローヴィチ ROM-2
- グリゴローヴィチ MK-1
- グリゴローヴィチ MRL-1
- グリゴローヴィチ MR-2
- グリゴローヴィチ MR-3
- グリゴローヴィチ MR-5
- グリゴローヴィチ MUR-1
- グリゴローヴィチ MU-2
- グリゴローヴィチ MUR-2
- グリゴローヴィチ PI-1
- グリゴローヴィチ SUVP
- グリゴローヴィチ TB-5
- グリゴローヴィチ TSh-1
- グリゴローヴィチ TSh-2

### グロプ・エアクラフト
- グロプ ストラト2C
- グロプ G 102（英語版） Astir, Astir Jeans, Astir 77, Astir Club
- グロプ G 103（英語版） Twin, Twin II, Twin II Acro, Twin III, Twin Astir
- グロプ G 109（英語版）
- グロプ G 115
- グロプ G 120
- グロプ G 140（英語版）
- グロプ G 180（英語版）
- グロプ G 520（英語版）
- グロプ GF 200（英語版）

### グラマン
- A-6 Intruder
- AF Guardian
- A2F Intruder
- グラマン アグキャット
- C-1 トレーダー
- C-2 グレイハウンド
- Grumman C-103
- CSR-110 Albatross
- E-1 Tracer
- E-2 Hawkeye
- EA-6 Prowler
- F-11 Tiger
- F-14 Tomcat
- FF Fifi
- F2F
- F3F
- F4F Wildcat
- F6F Hellcat
- F7F Tigercat
- F8F Bearcat
- F12F
- F-9 Cougar
- F9F クーガー
- F9F パンサー
- ゴブリン
- グラマン G-21 "Goose"
- グラマン G-44 "Widgeon"
- G-73 "Mallard"
- グラマン ガルフストリーム I
- グラマン ガルフストリーム II
- グラマン ガルフストリーム III
- グラマン ガルフストリーム IV
- HU-16 "Albatross"
- J2F ダック
- JF Duck
- OV-1 Mohawk
- S-2 Tracker
- TBF Avenger
- TB2F
- WF-2
- W2F Hawkeye
- X-29
- XF5F Skyrocket
- XF10F Jaguar
- XP-50
- XP-65
- グラマン・アメリカン AA-1B Trainer
- グラマン・アメリカン AA-5 Traveler
- グラマン・アメリカン AA-5A Cheetah
- グラマン・アメリカン AA-5Tiger

### Hélicoptères Guimbal
- Guimbal Cabri G2

### ガルフストリーム・エアロスペース
- C-4 Academe - Gulfstream
- グラマン ガルフストリーム II
- ガルフストリーム III
- ガルフストリーム V
- ガルフストリーム IV
- ガルフストリーム V
- Gulfstream Aerospace Jetprop
- Gulfstream Aerospace Turbo Commander
- ガルフストリーム 100
- ガルフストリーム G200
- ガルフストリーム・アメリカン AA-1C リンクス/Tキャット
- ガルフストリーム・アメリカン AA-5A チータ
- ガルフストリーム・アメリカン AA-5B タイガー
- ガルフストリーム・アメリカン GA-7 クーガー

### ジャイロダイン
- ジャイロダイン DSN
- Gyrodyne RON
- ジャイロダイン QH-50 DASH

### ジャイロフルーク
- ジャイロフルーク SC 01 スピード・カナード

## H

### HAI
- HAI Pegasus

### Halberstadt
- Halberstadt C.V
- Halberstadt CL.II
- Halberstadt CL.IV
- Halberstadt D.II

### Hall
- Hall FH

### Hamble
- Hamble Baby

### ハンブルガー・フルクツォイクバウ(HFB)
- ハンブルガー Ha 138
- ハンブルガー Ha 139
- HFB320 ハンザジェット

### Hamilton
- Hamilton C-89

### ハンドレページ
- ハンドレページ Basic Trainer
- ハンドレページ ヘラルド / ダートヘラルド
- ハンドレページ H.P.42 / H.P.45
- ハンドレページ H.P.115
- ハンドレページ クライヴ
- ハンドレページ Hadrian
- ハンドレページ ハリファックス
- ハンドレページ Halton
- ハンドレページ ハミルトン
- ハンドレページ ハムレット
- ハンドレページ Hampstead
- ハンドレページ ハンプデン
- ハンドレページ ハンドクロス
- ハンドレページ Hanley
- ハンドレページ ヘア
- ハンドレページ H.P.31 ハロー
- ハンドレページ H.P.54 ハロー
- ハンドレページ ヘイスティングス
- ハンドレページ Hendon
- ハンドレページ Hereford
- ハンドレページ ハーミーズ
- ハンドレページ ヘイフォード
- ハンドレページ Hinaidi
- ハンドレページ H.P.88
- ハンドレページ Hyderabad
- ハンドレページ ジェットストリーム
- ハンドレページ H.P.75 マンクス
- ハンドレページ マラソン
- ハンドレページ O/100
- ハンドレページ O/400
- ハンドレページ V/1500
- ハンドレページ ヴィクター
- ハンドレページ W.8

### Hannaford
- Hannaford Bee

### Hannover
- Hannover C.I
- Hannover CL.II
- Hannover CL.III
- Hannover CL.IV
- Hannover CL.V
- Hannover F.3
- Hannover F.10

### アンリオ
- アンリオ HD.1
- アンリオ HD.2
- アンリオ HD.3
- アンリオ HD.4
- アンリオ HD.5
- アンリオ HD.6
- アンリオ HD.7
- アンリオ HD.8
- アンリオ HD.9
- アンリオ HD.12
- アンリオ HD.14
- アンリオ HD.15
- アンリオ HD.17
- アンリオ HD.18
- アンリオ HD.19
- アンリオ HD.20
- アンリオ HD.22
- アンリオ HD.24
- アンリオ H.25
- アンリオ H.26
- アンリオ HD.27
- アンリオ HD.28
- アンリオ HD.29
- アンリオ H.31
- アンリオ HD.32
- アンリオ H.33
- アンリオ H.34
- アンリオ H.35
- アンリオ H.36
- アンリオ H.38
- アンリオ HD.40
- アンリオ H.41
- アンリオ H.43
- アンリオ H.46
- アンリオ LH.10
- アンリオ LH.21
- アンリオ LH.30
- アンリオ LH.40
- アンリオ LH.60
- アンリオ LH.70
- アンリオ LH.80
- アンリオ H.110
- アンリオ H.130
- アンリオ H.170
- アンリオ H.180
- アンリオ H.190
- アンリオ H.220
- アンリオ H.230

### ハンザ・ブランデンブルク
- ハンザ・ブランデンブルク B.I
- ハンザ・ブランデンブルク C.I
- ハンザ・ブランデンブルク D.I
- ハンザ・ブランデンブルク CC
- ハンザ・ブランデンブルク D
- ハンザ・ブランデンブルク FB
- ハンザ・ブランデンブルク FD
- ハンザ・ブランデンブルク GDW
- ハンザ・ブランデンブルク GNW
- ハンザ・ブランデンブルク GW
- ハンザ・ブランデンブルク KD
- ハンザ・ブランデンブルク K
- ハンザ・ブランデンブルク KDD
- ハンザ・ブランデンブルク KDW
- ハンザ・ブランデンブルク LDD
- ハンザ・ブランデンブルク NW
- ハンザ・ブランデンブルク W
- ハンザ・ブランデンブルク W.11
- ハンザ・ブランデンブルク W.12
- ハンザ・ブランデンブルク W.13
- ハンザ・ブランデンブルク W.16
- ハンザ・ブランデンブルク W.17
- ハンザ・ブランデンブルク W.18
- ハンザ・ブランデンブルク W.19
- ハンザ・ブランデンブルク W.20
- ハンザ・ブランデンブルク W.23
- ハンザ・ブランデンブルク W.25
- ハンザ・ブランデンブルク W.27
- ハンザ・ブランデンブルク W.29
- ハンザ・ブランデンブルク W.32
- ハンザ・ブランデンブルク W.33
- ハンザ・ブランデンブルク W.34

### 哈爾浜飛機製造公司 (HAMC)
- 直昇5型
- 直昇9型
- 直昇15型
- 轟炸5型
- 轟炸6型
- 運輸11型
- 運輸12型

### Harlow Aircraft Company
- Harlow C-80
- Harlow PJC-1
- Harlow PJC-2
- Harlow PJC-4
- Harlow PJC-5
- Harlow PC-5
- Harlow PC-5A
- Harlow PC-6

### Harmon
- Harmon Mister America

### HAT
- HAT LS2

### Hendy Aircraft Company
- Hendy 302
- Hendy Heck
- Hendy Hobo

### ホーカー
- ホーカー オーダックス
- Hawker Cygnet
- Hawker Danecock
- ホーカー デモン
- Hawker Duiker
- Hawker F.20/27
- ホーカー フューリー
- ホーカー ハインド
- ホーカー ハリアー（英語版）
- ホーカー ハート
- ホーカー ハートビー
- Hawker Hawfinch
- ホーカー・シドレー ホーク
- ホーカー ヘクター
- ホーカー ヘッジホッグ
- ホーカー ヘンリー
- ホーカー ヘロン（英語版）
- ホーカー ハインド
- Hawker Hoopoe
- ホーカー ホーンボル
- ホーカー ホーネット
- ホーカー オスプリ
- ホーカー ホットスパー
- ホーカー ハンター
- ホーカー ハリケーン
- ホーカー ニムロッド
- ホーカー オスプレイ
- ホーカー P.1081（英語版）
- ホーカー P.V.3（英語版）
- ホーカー P.V.4（英語版）
- ホーカー シーフューリー
- ホーカー シーホーク
- ホーカー シーハリケーン
- ホーカー テンペスト
- Hawker Tomtit
- ホーカー トーネード（英語版）
- ホーカー タイフーン
- ホーカー ウッドコック（英語版）

### ホーカー・シドレー・アビエーション
- ホーカー・シドレー アンドーバー
- ホーカー・シドレー ドミネ
- ホーカー・シドレー ハリアー
- ホーカー・シドレー HS.125
- ホーカー・シドレー HS.748
- ホーカー・シドレー HS.780 アンドーヴァー
- ホーカー・シドレー ケストレル
- ホーカー・シドレー ニムロッド
- ホーカー・シドレー P.1154
- ホーカー・シドレー ハリアー
- ホーカー・シドレー トライデント

### Haynes Aero
- Haynes Aero Skyblazer

### HB-Flugtechnik
- HB-Flugtechnik HB-21
- HB-Flugtechnik HB-23
- HB-Flugtechnik HB-400
- HB-Flugtechnik Alfa
- HB-Flugtechnik Amigo
- HB-Flugtechnik Cubby
- HB-Flugtechnik Dandy
- HB-Flugtechnik Tornado

### ハインケル
Heinkel Doppeldecker HD
- ハインケル HD 14
- ハインケル HD 16
- ハインケル HD 19
- ハインケル HD 23
- ハインケル HD 24
- ハインケル HD 25
- ハインケル HD 33
- ハインケル HD 35
- ハインケル HD 37
- ハインケル HD 38
- ハインケル HD 43
- ハインケル HD 56

Heinkel Eindecker HE
- ハインケル HE 1
- ハインケル HE 2
- ハインケル HE 3
- ハインケル HE 4
- ハインケル HE 5
- ハインケル HE 8
- ハインケル HE 9
- ハインケル HE 12
- ハインケル HE 37
- ハインケル HE 38
- ハインケル HE 57 ヘロン

Heinkel He
- ハインケル He 42
- ハインケル He 45
- ハインケル He 46
- ハインケル He 49
- ハインケル He 50
- ハインケル He 51
- ハインケル He 59
- ハインケル He 60
- ハインケル He 70 ブリッツ
- ハインケル He 72 カデット
- ハインケル He 74
- ハインケル He 100
- ハインケル He 111
- ハインケル He 112
- ハインケル He 113
- ハインケル He 114
- ハインケル He 115
- ハインケル He 116
- ハインケル He 118
- ハインケル He 119
- ハインケル He 162 ザラマンダー、フォルクスイェーガー
- ハインケル He 172
- ハインケル He 176
- ハインケル He 177 グライフ
- ハインケル He 178
- ハインケル He 219 ウーフ
- ハインケル He 231
- ハインケル He 270
- ハインケル He 274
- ハインケル He 277
- ハインケル He 280
- ハインケル He 343
- ハインケル P.1077 ユリア
- ハインケル P.1078
- ハインケル Lerche
- ハインケル Wespe

### ヘリオ
- Helio Courier

### ヘリオポリス
- Heliopolis Gomhouria

### ヘリオス
- ヘリオス

### アンリ・ファルマン
- Henry Farman Biplane
- Henry Farman F20
- Henry Farman F27
- Henry Farman III

### ヘンシェル
- ヘンシェル Hs 121
- ヘンシェル Hs 122
- ヘンシェル Hs 123
- ヘンシェル Hs 124
- ヘンシェル Hs 125
- ヘンシェル Hs 126
- ヘンシェル Hs 127
- ヘンシェル Hs 128
- ヘンシェル Hs 129
- ヘンシェル Hs 130
- ヘンシェル Hs 132

### HESA
- HESA アザラフシュ
- HESA サーエゲ

### ヘストン航空機
- ヘストン JC.6
- Heston Phoenix
- ヘストン・レーサー

### Higher Class Aviation
- Higher Class Aviation Sport Hornet

### ヒラー・エアクラフト
- ヒラー 360
- ヒラー CH-112 ノーマッド
- ヒラー H-23 レイヴン
- ヒラー HTE-2
- ヒラー UH-12
- ヒラー X-18
- Hiller VXT-8
- Hiller VZ-1 Pawnee

### ヒンドスタン航空機
- HAL アジート
- HAL ドゥルーブ
- HAL マルート
- Pushpak
- HAL テジャス
- HAL HJT-16
- HAL HJT-36
- HAL HPT-32 Deepak
- HAL HT-2

### 広海軍工廠
- 九五式陸上攻撃機

### Hirtenberg
- Hirtenberg HS.9
- Hirtenberg HS.10
- Hirtenberg HA.11
- Hirtenberg HAM.11
- Hirtenberg HV.12
- Hirtenberg HM.13
- Hirtenberg HH.15
- Hirtenberg HV.15
- Hirtenberg HS.16

### Holcomb
- Holcomb Perigee

### 本田技研工業
- ホンダ HA-420 HondaJet
- ホンダ MH02

### 洪都航空工業
- 洪都 JL-8
- 洪都 JL-10

### ホルテン兄弟
- Horten H.I
- Horten H.Ib
- Horten H.II
- Horten H.III
- Horten H.IIIa
- Horten H.IIIc
- Horten H.IIIf
- Horten H.IV
- Horten H.IVb
- Horten H.V
- Horten H.VI
- Horten H.VII
- Horten H.VIII
- Horten H.IX V1
- Horten H.IX V2
- Horten H.IX
- Horten H.X
- Horten H.XI
- Horten H.XIII
- Horten H.XIIIa
- Horten H.XIIIb
- Horten H.XIV
- Horten H.XV
- Horten H.XVa
- Horten H.XVb
- Horten H.XVc
- Horten H.XVI
- Horten H.XVIII
- Horten Parabola
- ホルテン Ho 229

### Howard
- Howard DGA-11
- Howard DGA-15
- Howard C-70 Nightingale

### HTM
- HTM スカイトラック

### Huff-Daland
- Huff-Daland XB-1
- Huff-Daland XHB-1
- Huff-Daland TW-5

### ヒューズ（ヒューズ・エアクラフト、ヒューズ・ヘリコプターズ）
- AH-64 アパッチ
- ヒューズ H-1 レーサー
- ヒューズ H-4 ハーキューリーズ
- ヒューズ H-6
- ヒューズ 269
- ヒューズ 300
- ヒューズ 369
- ヒューズ 385
- ヒューズ 500
- ヒューズ 530F
- ヒューズ モデル77 アパッチ
- OH-6 カイユース
- ヒューズ XA-37
- ヒューズ XF-11
- ヒューズ XH-17 フライングクレーン
- ヒューズ XP-73
- ヒューズ XV-9

### ハンティング・エアクラフト
- ハンティング H.126

### ハンティング・パーシヴァル
- ハンティング・パーシヴァル P.56 プロヴォスト
- ハンティング・パーシヴァル P.66 ペンブローク
- ハンティング・パーシヴァル P.66 プレジデント
- ハンティング・パーシヴァル P.84 ジェット・プロヴォスト

### Høver
- Høver M.F. 11

### ユレル＝デュボア
- ユレル＝デュボア  HD.10
- ユレル＝デュボア HD.31
- ユレル＝デュボア HD.32
- ユレル＝デュボア HD.34